# Поліморфна перверсія
Поліморфна перверсія — описовий термін Зигмунда Фрейда для неспецифічної природи дитячої сексуальності в її первісній формі. У психоаналітичній теорії інфантильна сексуальна енергія (лібідо) ще має бути остаточно спрямована на конкретні цілі та об'єкти, і вона здатна зосереджуватися в будь-якому напрямку та на будь-якому об'єкті. Термін вказує на аморфну та мінливу природу лібідо до того, як воно сформувалося в процесах соціалізації та психосексуального розвитку. Сексуальне задоволення в цьому сенсі є не просто генітальним, а потенційно присутнім у всіх чуттєвих взаємодіях, включаючи дотик, нюхання, смоктання, перегляд, демонстрацію, розгойдування, дефекацію, сечовипускання, завдавання болю та отримання травми. Саме ця первинна неспецифічність лібідо в ранньому дитинстві робить можливими варіації статевого потягу, які пізніше проявляються у вигляді так званих «збочень» у дорослої людини.

## Теорія Фрейда
Фрейд висунув теорію, що деякі народжуються з несфокусованим задоволенням/ лібідозними потягами, отримуючи задоволення від будь-якої частини тіла. Об'єкти та способи приємного задоволення різноманітні, вони спрямовані на кожен об'єкт, який може принести задоволення. Поліморфна збочена сексуальність триває з дитинства приблизно до п'ятирічного віку, проходячи три чіткі стадії розвитку: оральну стадію, анальную стадію та генітальну/фалічну стадію. Лише на наступних стадіях розвитку діти вчаться обмежувати прагнення до задоволення-задоволення соціально прийнятими нормами, кульмінацією яких стає гетеросексуальна поведінка дорослих, зосереджена на статевих органах і відтворенні або сублімації потягу до дітородіння.
Фрейд вважав, що на цій стадії недиференційованого потягу до задоволення нормальними є інцестуальні та бісексуальні потяги. Не знаючи, що певні способи задоволення заборонені, поліморфно перверсивна дитина шукає задоволення, де б воно не було. У ранній фазі, оральній фазі, дитина формує лібідозний зв'язок з матір'ю через властиве задоволення, яке отримує від смоктання грудей.
Для Фройда «збочення» — це термін, який не вимагає суджень. Він використовував його для позначення поведінки поза соціально прийнятними нормами його епохи.